# Brilliant Blue FCF
Brilliant Blue FCF (Blue 1) là một hợp chất hữu cơ tổng hợp được sử dụng chủ yếu làm chất tạo màu xanh cho thực phẩm chế biến, thuốc, thực phẩm chức năng và mỹ phẩm. Nó được phân loại là thuốc nhuộm triarylmethane và được biết đến dưới nhiều tên khác nhau, chẳng hạn như FD&C Blue số 1 hoặc Acid Blue 9. Nó được ký hiệu số E là E133 và có chỉ số màu là 42090. Nó có hình dạng giống như một bột màu xanh lam và có thể hòa tan trong nước và glycerol, với độ hấp thụ tối đa khoảng 628 nanomet. Nó là một trong những chất phụ gia tạo màu lâu đời nhất được FDA chấp thuận và thường được coi là không độc hại và an toàn.

## Sản xuất
Brilliant Blue FCF là thuốc nhuộm tổng hợp được tạo ra bằng sự ngưng tụ của acid 2-formyl benzensulfonic và anilin thích hợp sau đó được oxy hóa. Nó có thể được kết hợp với tartrazine (E102) để tạo ra nhiều sắc thái xanh khác nhau.
Nó thường là muối dinatri. Muối diammoni có số CAS 2650-18-2. Các muối calci và kali cũng được cho phép. Nó cũng có thể xuất hiện sắc tố nhôm.
Thuốc nhuộm liên quan là C.I. acid green 3 (CAS#4680-78-8) và acid green 9 (CAS#4857-81-2). Trong các thuốc nhuộm này, nhóm acid 2-sulfonic lần lượt được thay thế bằng H và Cl. 

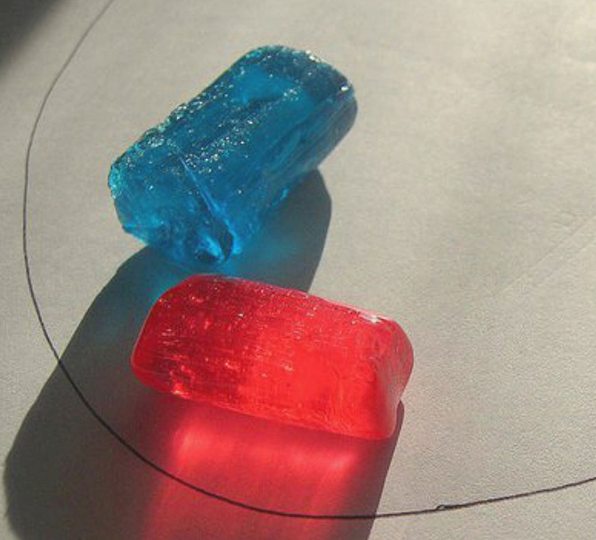
Kẹo Jolly Rancher màu xanh và đỏ. Màu xanh lam là màu nhuộm Brilliant Blue FCF

Nhiều nỗ lực đã được thực hiện để tìm ra thuốc nhuộm tự nhiên có màu tương tự và ổn định như Brilliant Blue FCF. Sắc tố xanh lam phải có nhiều đặc điểm hóa học, bao gồm liên hợp liên kết pi, vòng thơm, dị nguyên tử và nhóm dị nguyên tử, và điện tích ion để hấp thụ ánh sáng đỏ năng lượng thấp. Hầu hết thuốc nhuộm màu xanh lam tự nhiên hoặc không ổn định, chỉ có màu xanh lam trong điều kiện kiềm, hoặc độc hại, các hợp chất đáng quan tâm hơn đã và đang được nghiên cứu sâu hơn để sử dụng làm thuốc nhuộm tự nhiên bao gồm anthocyanin và các dẫn xuất trichotomine. Không có hợp chất nào thay thế cho Brilliant Blue FCF được tìm thấy trong đồ uống.

## Ứng dụng
Giống như nhiều chất phụ gia tạo màu khác, công dụng chính của Blue No.1 là điều chỉnh hoặc tăng cường màu tự nhiên hoặc tạo cho các hợp chất không màu có màu sắc sống động.
Tại Hoa Kỳ, trong số hai loại thuốc nhuộm màu xanh lam đã được phê duyệt (loại còn lại là Indigo carmine, hoặc FD&C Blue#2), Brilliant Blue FCF là loại thuốc phổ biến hơn cả. Brilliant Blue FCF thường được tìm thấy trong kẹo bông, kem, đậu Hà Lan đóng hộp, súp gói, thực phẩm đóng chai có màu, icings, kem pops, sản phẩm hương việt quất, thuốc men cho trẻ em, sữa, kẹo, nước giải khát, đồ uống và đặc biệt là siro Blue Curaçao. Nó cũng được sử dụng trong xà phòng, dầu gội đầu, nước súc miệng, các dung dịch vệ sinh và mỹ phẩm khác.
Brilliant Blue FCF được sử dụng rộng rãi như một chất đánh dấu nước. Do khả năng giữ màu trong thời gian dài, Brilliant Blue FCF vượt trội hơn các loại thuốc nhuộm màu khác. Ngoài ra, Brilliant Blue FCF có mức độ độc hại thấp, an toàn cho môi trường. Tuy nhiên, Brilliant Blue FCF có những tác động khác nhau đối với các loại đất khác nhau. Brilliant Blue FCF bị ăn mòn trong đất chua do kích thước lớn và điện tích ion của nó. Thành phần đất và vận tốc dòng chảy cũng ảnh hưởng đến mức độ hấp thụ của Brilliant Blue FCF. 

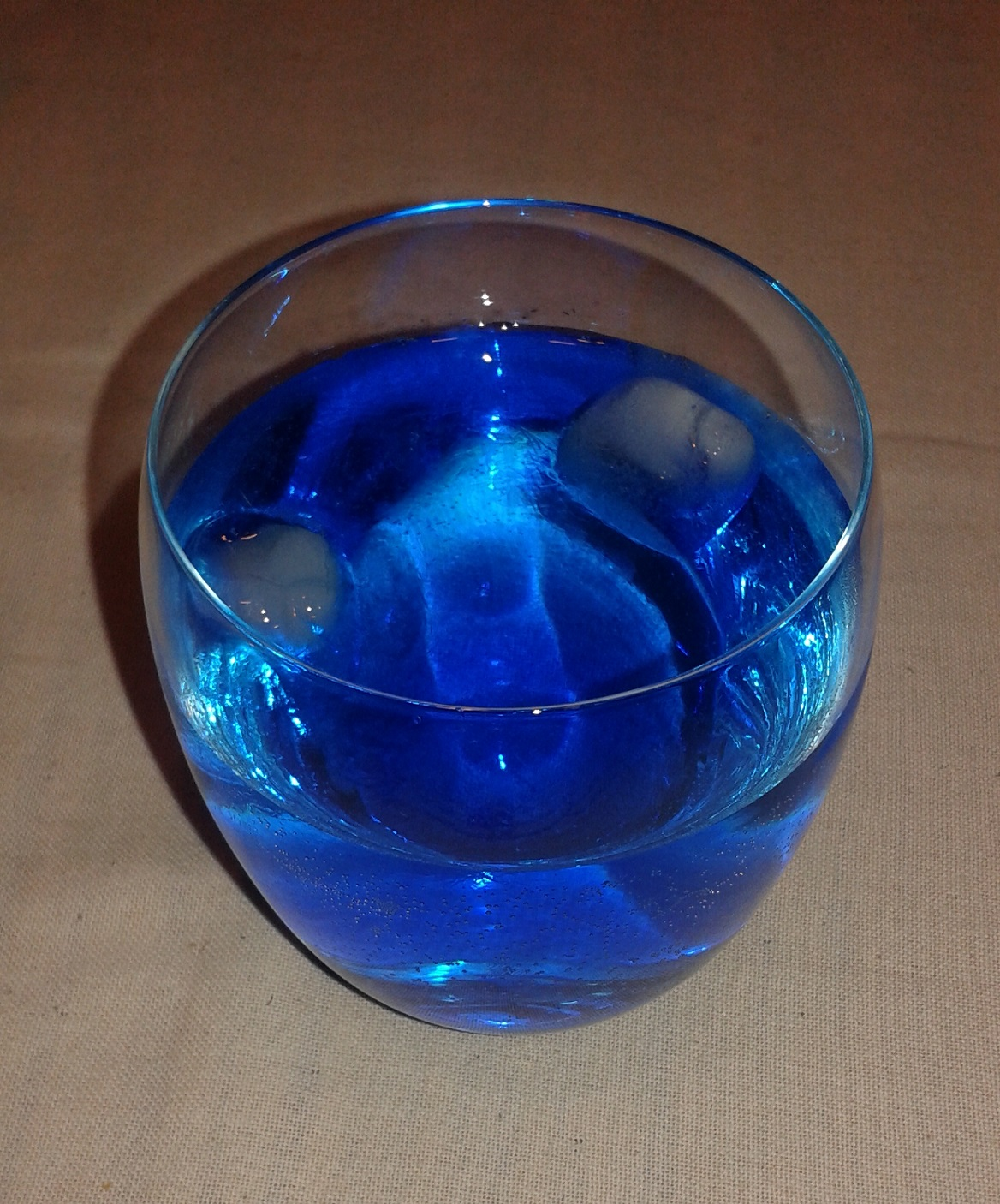
Vodka với xi-rô Curaçao xanh

Thuốc nhuộm Brilliant Blue FCF trong các mặt hàng đồ uống, chẳng hạn như soda, có thể được sử dụng trong chai màu xanh lam. Trong các loại thực phẩm như vậy, cả thuốc nhuộm và chất khử đều được kết hợp trong cùng một dung dịch. Khi dung dịch có màu xanh lam tức là có oxy. Khi thêm NaOH, phản ứng xảy ra loại bỏ oxy, làm dung dịch trở nên trong. Thuốc nhuộm chuyển trở lại màu xanh lam sau khi nó được oxy hóa bằng cách pha trộn dung dịch, kết hợp oxy từ không khí làm chất oxy hóa.

## Sức khỏe và an toàn
Thuốc nhuộm được hấp thu kém qua đường tiêu hóa và 95% thuốc nhuộm ăn vào có thể được tìm thấy trong phân.
Khi bôi lên lưỡi hoặc vùng da cạo, Brilliant Blue FCF có thể được hấp thụ trực tiếp vào máu.
Do đặc tính không độc hại, Brilliant Blue FCF đã được sử dụng làm chất nhuộm màu sinh học. Khi hòa tan trong môi trường acid, thuốc nhuộm này đã được sử dụng để nhuộm thành tế bào, vi khuẩn và tế bào nấm. Thuốc nhuộm không ức chế sự phát triển của bất kỳ loài nào trong số này.
Vì những lý do tương tự, Brilliant Blue FCF cũng đang được sử dụng trong các thiết bị y tế cầm máu, đáng chú ý nhất là HEMOPATCH, được thiết kế để đặt trên các mô chảy máu và làm đông máu. Nồng độ thấp của Brilliant Blue FCF được đặt ở mặt sau của HEMOPATCH với gia số 1 cm, cho phép bác sĩ phẫu thuật cắt chính xác và chỉ ra mặt của HEMOPATCH là chất cầm máu tích cực để đặt đúng vị trí.
Brilliant Blue FCF là chất tạo màu thực phẩm và chất không hoạt động về mặt dược lý đã được phê duyệt cho các công thức thuốc ở EU và Hoa Kỳ. Nó cũng hợp pháp ở các quốc gia khác. Nó có khả năng gây ra các phản ứng dị ứng ở những người mắc bệnh hen suyễn mức độ trung bình từ trước. Năm 2003, FDA Hoa Kỳ đã ban hành một tư vấn sức khỏe cộng đồng để cảnh báo các nhà cung cấp dịch vụ chăm sóc sức khỏe về khả năng độc hại của thuốc nhuộm tổng hợp này trong các dung dịch cho ăn qua đường ruột. Các giới hạn pháp lý sau đây được áp dụng ở EU (E 131) và các quốc gia khác: 150–300 mg/kg tùy thuộc vào loại thực phẩm. Giới hạn an toàn đối với thực phẩm và thuốc: 0,1 mg/ngày cho mỗi kg thể trọng. Các ADI cho phép hàm lượng Brilliant Blue FCF là 6 mg/kg.

## Nghiên cứu y sinh
Brilliant Blue FCF và các thuốc nhuộm tương tự như Brilliant Blue G là chất ức chế các thụ thể purinergic, thụ thể chịu trách nhiệm cho các phản ứng viêm và quá trình tế bào khác.
Các nhà khoa học đang tiến hành các nghiên cứu in-vivo về các hợp chất để làm giảm mức độ nghiêm trọng của chứng viêm sau chấn thương tủy sống thực nghiệm trước đó đã thử nghiệm một hợp chất gọi là OxATP để chặn một thụ thể ATP quan trọng trong tế bào thần kinh tủy sống. Tuy nhiên, OxATP có tác dụng phụ độc hại và phải tiêm trực tiếp vào tủy sống, khi tìm kiếm các lựa chọn thay thế, họ lưu ý rằng Brilliant Blue FCF có cấu trúc tương tự. Điều này khiến họ thử nghiệm một loại thuốc nhuộm có liên quan, Brilliant Blue G (còn được gọi là Coomassie Brilliant Blue) trên chuột, giúp cải thiện khả năng phục hồi sau chấn thương tủy sống trong khi tạm thời làm chúng chuyển sang màu xanh lam.
Khi các tiểu cầu đã rửa của con người được đánh giá bằng phương pháp đo độ đục, người ta thấy rằng Brilliant Blue FCF ảnh hưởng đến sự kết tập tiểu cầu bằng cách ngăn chặn các kênh Panx1. Những tác động ức chế này đối với sự thay đổi hình dạng do collagen gây ra và sự kết tụ tối đa được thể hiện ở nồng độ thuốc nhuộm cao (1 mM) nhưng không phải ở nồng độ thấp hơn (100 μM). Nồng độ hiệu dụng 1 mM lớn hơn 1,59 lần so với nồng độ tối đa cho phép khoảng 0,63 mM Brilliant Blue FCF theo Cơ quan An toàn Thực phẩm Châu Âu. 

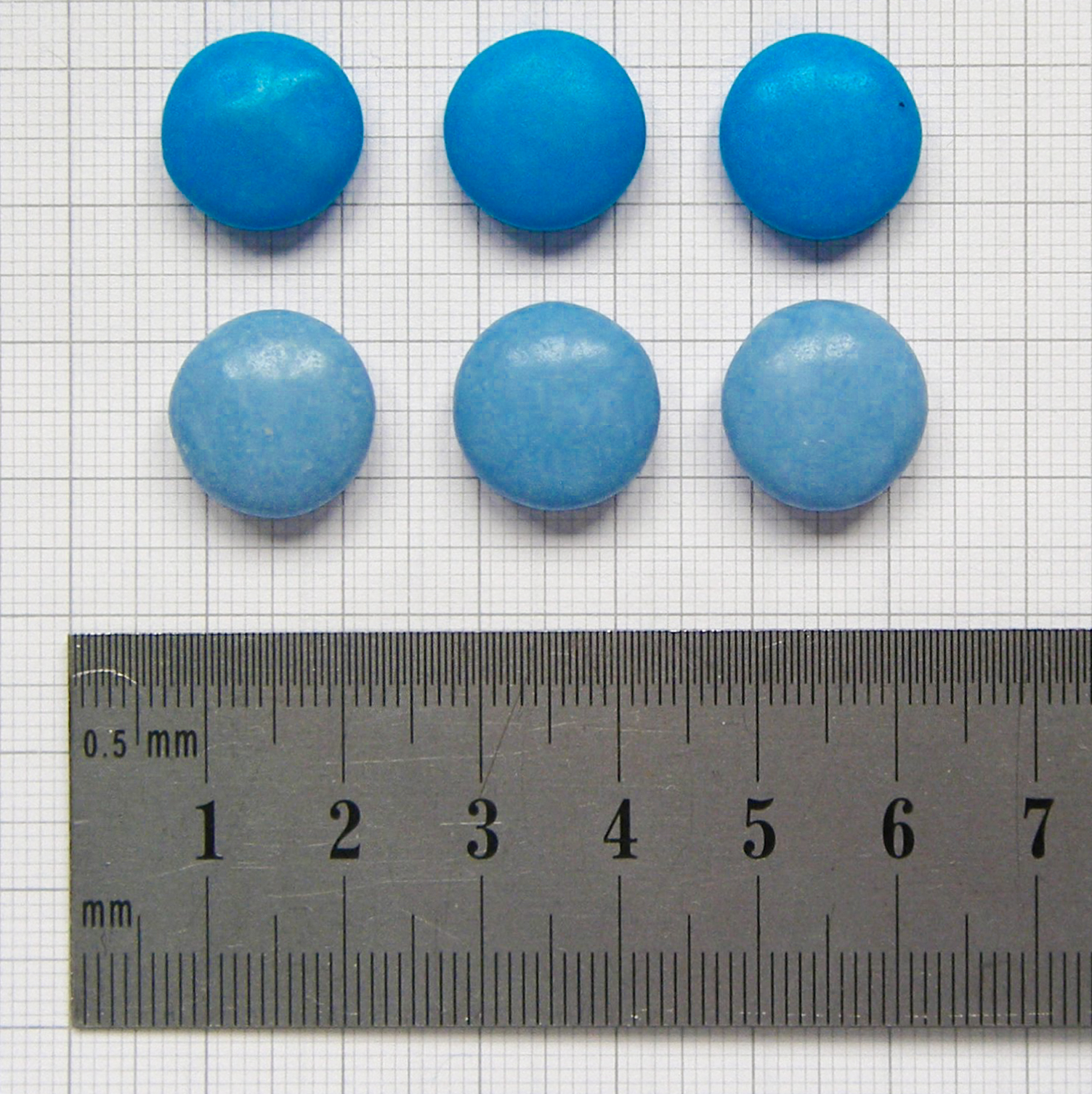
Tại Vương quốc Anh, sôcôla Smarties có màu Brilliant Blue FCF (trên cùng) cho đến năm 2008, sau đó được thay thế bằng màu tảo xoắn tự nhiên (dưới cùng)

Các nhà khoa học đang thực hiện các nghiên cứu để hiểu rõ hơn về tác dụng của Brilliant Blue FCF trong quá trình cấy ghép tĩnh mạch. Brilliant Blue FCF cản trở các thụ thể purinergic, hạn chế sự tăng sinh tế bào có thể dẫn đến tăng sản vùng kín. Tác dụng của Brilliant Blue FCF đã được thử nghiệm trên các tế bào động mạch chủ của chuột. Người ta thấy rằng Brilliant Blue FCF có tác động tích cực trong việc hạn chế sự phát triển của tăng sản nội mạc sau thủ thuật ghép tĩnh mạch.